# L'Art du théâtre (revue 1985-1989)
 (octobre 2019).
Pour l’article homonyme, voir L'Art du théâtre.
L'Art du théâtre est une revue française consacrée au théâtre, à son histoire autant qu'à son actualité ; sa parution est irrégulière, trois fois par saison. Elle est fondée en 1985 par Antoine Vitez et Georges Banu, qui en assurent respectivement la direction et la rédaction en chef. Sa vocation principale consiste à décrire, interroger, discuter le théâtre.
L'Art du théâtre a été co-publiée par le Théâtre national de Chaillot et la maison d'édition Actes Sud. La publication débute en 1985 et cesse définitivement en 1989.

## Projet éditorial
Dans le premier numéro, la rédaction formule un manifeste de sept principes qui devront guider la nouvelle revue :
1. Parler de tout ce que le théâtre donne à voir - comme art, comme institution. Du visible plus que de l'invisible. De l'œuvre plus que du processus. De l'art plus que du travail.
2. Écrire sur le théâtre plutôt que le photographier. À l'heure de l'image parier sur l'écrit.
3. Interroger au-delà du théâtre pour voir ce qu'il recouvre, à quoi il renvoie pour ceux qui ne sont pas ses habitués. Pense-t-on le théâtre en dehors de son monde.
4. Concevoir la revue sur une durée limitée. Deux saisons. Six numéros. Ensuite on verra.
5. Tenir compte du fait que la revue a deux co-éditeur : Chaillot et Actes Sud. Ni tout à fait rattachée à un programme, ni tout à fait autonome, la revue réclame le régime d'une autonomie limitée.
6. Organiser la table des matières comme une conjugaison du variable et du continu, de thèmes différentes par numéro et de séries qui se poursuivent sur la durée prévue.
7. Approcher le théâtre pour ce qu'il est aujourd'hui ou tend à être sans complexes ni suspicion[1]

## Cercle des contributeurs
Georges Banu en rédacteur-en-chef, le philosophe François Regnault, la théoricienne de sémiologie théâtrale Anne Ubersfeld. Les critiques en provenance du Monde et de Libération Colette Godard et Jean-Pierre Thibaudat, l'écrivaine Danièle Sallenave, le révolutionnaire des études shakespearien de Pologne Jan Kott ou encore l'auteur francfortois qui a donné son nom au théâtre post-dramatique (en), Hans-Thies Lehmann s'exprime régulièrement sur ses pages. On y découvre également la genèse et le développement de la pensée théâtrale d'Alain Badiou et de Jean-Pierre Sarrazac. Ses deux rubriques originales pour L'Art du théâtre constituent plus tard respectivement les deux monographies Rhapsodie pour le théâtre (2004) et Théâtre intime (1989).

## Projet artistique et pédagogique d'Antoine Vitez
La figure d'Antoine Vitez, directeur artistique du Théâtre Chaillot dans les années 1980, avec sa réflexion continue autour du projet politique et pédagogique de Jean Vilar, est très présente dans la revue en tant qu'auteur et en tant que sujet d'analyse. Le dernier numéro est entièrement consacré à ses années au Chaillot et à son départ. 
Conçu comme un projet à la durée limité, L'Art du théâtre aura finalement existé jusqu'à la fin de l'époque de Vitez à Chaillot.

## Concept visuel
Conformément à son manifeste, on y trouve très peu de photos des spectacles. Les six premiers numéros, qui ont été d'emblée conçu comme un cycle complet, sont illustrés par des graphistes invités – un par numéro. Souvent il s'agit d'artistes soutenus par la galerie parisienne Templon, tels que Jean-Michel Alberola ou Gérard Garouste ; ou bien par la revue Art Press. Dans le deuxième cycle (n° 7-10) le concept visuel change, et les photographes sont mis en avant. Mais il s'agit toujours d'une photographie d'auteur, non illustrative, ni naturaliste.

## Revue engagée
L'Art du théâtre continue la tradition de la revue engagée, commencé par le Théâtre populaire (1953-1964) de Bernard Dort et Roland Barthes publié au TNP et Travail théâtral.

## Parution
Parution : irrégulière, trois fois par saison. Diffusion PUF.

### Liste des numéros des revues publiées
- N° 1 : Théâtralité du romantisme (avec la première d'Hernani au Chaillot comme point de départ).
- N° 2-3 : Mythologies de l'extérieur, mythologies de l'intérieur
- N° 4 : Haine du théâtre (largement consacré à l'histoire du mépris des philosophes pour le théâtre)
- N° 5 : Nouveau maniérisme
- N° 6 : Défense et illustration de la mise-en scène
- N° 7 : En panne de risque
- N° 8 : Le metteur en scène en pédagogue
- N° 9 : Faire un événement
- N° 10 : Vitez au Chaillot

## Postérité
Paru 1985-1989 au Théâtre de Chaillot avec le soutien de la maison d'édition Actes Sud, L'Art du théâtre reste un des premiers exemples de revue théâtrale conceptuelle, remarquable du point de vue visuel et thématique, très ouverte à la fois à la communauté professionnelle des chercheurs internationaux, mais aussi faite pour les spectateurs du Chaillot et les amateurs du théâtre en général. Plusieurs ouvrages étaient publiés à partir de séries des articles créés pour L'Art du théâtre.